# Herceghalom
Herceghalom község Pest vármegyében, a Budakeszi járásban, a budapesti agglomerációban. A vármegye egyik legnyugatibb települése.

## Fekvése
Pest vármegye legnyugatibb szegletében, Budapesttől 26 kilométerre fekszik, a Zsámbéki-medence közepén, amit gyakran neveznek „Budapest zöld kapujának” is. Belterületének kiterjedéséhez képest a teljes települési területe aránylag kicsi, bár még így is öt települési szomszédja van: észak felől Zsámbék, kelet felől Páty, délkelet felől Biatorbágy, dél felől Etyek, délnyugat felől pedig Mány.
A településnek 2800 lakosa van, a község 350 házában 430 lakás található; mintegy 6 kilométer hosszúságú úthálózata ma már szinte teljesen pormentes. 
Herceghalom alapvetően mezőgazdasági irányultságú település, miközben a községet határoló erdők gazdag vadállománnyal rendelkeznek. Az önkormányzat intenzív lakóterület-fejlesztési programjának a következtében az elmúlt években a lakosság száma növekedett, demográfiai értelemben fiatalodott, hasonlóan a Zsámbéki-medence több hasonló településéhez.

### Megközelítése
A község az M1-es autópálya és az 1-es főút, valamint a Budapest–Hegyeshalom–Rajka-vasútvonal ölelésében helyezkedik el, a 102-es főút nyomvonala mentén, attól nyugatra. Közigazgatási területén kelet-nyugati irányban végighalad a 8101-es út, keresztirányban pedig az 1101-es út is.
Autóbusszal a 788-as, 791-es, 1251-es és 1253-as járatokkal érhető el.

## Története

### Kezdetek
Régészeti bejárások, ásatások során Herceghalom külterületén bronzkori leletek is felszínre kerültek, melyekből az őskor emberének életére következtethetünk, és amelyek a bronzkori mesterembereknek nagy szaktudását bizonyítják.
A Békás-patakot nyugat felől kísérő dombvonulat patakra néző lejtőjén, a gyümölcsösben, néhány jellegtelen őskori cserép került elő, köztük egy kicsiny bütyökkel díszített válltöredék, amely a késői bronzkorra datálható.
Már 1894-ben kapott a Magyar Nemzeti Múzeum a községből származó bronz raktárleletet, Metternich Richárdnétól; a bronzokat a herceghalmi uradalom területén földmunkálatoknál együttesen a puszta földben lelték. A 197 darabból álló lelet tokosbaltákat, kardpengéket, lándzsavégeket, sarlókat, bronzkorongot, tűtöredéket, nyakperceket, karikákat, lemezeket és öntőgörgőket, csapokat tartalmazott. Ezek a leletek azt bizonyítják, hogy már az őskor embere is megjelent és jó életlehetőséget talált a mai község helyén. Ettől az időtől – bizonyítottan a 2. századtól – tekinthető lakottnak Herceghalom területe.
A mai község területén a különböző korokban végzett földmunkák során – szántás, útépítés, házépítés közben – régi korokra utaló, megmunkált cserépdarabok, illetve fém eszközök maradványai kerültek felszínre, például 1883-ban, amikor a vasutat építették, az Üres Tarisznya csárda mellett (ma Simon-tanya néven ismert, és lakóház van benne), egy feliratos oltárkő került elő, mely 211-re keltezhető. Ezek közül több bekerült a Magyar Nemzeti Múzeumba, illetve a Pest Megyei Múzeumba. Az értékesebbek hatására régészeti bejárásra is sor került.
Amikor azonban az M1-es autópálya új nyomvonalának építése – több Pest megyei lelőhellyel együtt – veszélyeztette a herceghalmi lelőhelyet is, mozgásba lendült az értékmentés. A leletmentő ásatások 1981-84 között két római telep egy-egy részletét tárták fel községünk határában. A települések teljes feltárására, szerkezetük megállapítására azonban egyik esetben sem volt lehetőség, csak egy-egy nagyobb épületet, földbe mélyített objektumot, gödröket ástak ki a régészek.
A két lelőhely (37. és 39. sz.) majdnem egy vonalban van, mindkettő az Aquincum (Óbuda) – Savaria (Szombathely) út Floriana (Csákvár) és Aquincum közti szakasza mellett fekszik.

### Csonkatebe-Herceghalom
Az országleírásokban egy ideig Herceghalom és Csonkatebe együtt jelenik meg, majd Csonkatebe eltűnik és Herceghalom, mint jelentős mezőgazdasági terület szerepel.
Azt is tudjuk ezekből a leírásokból, hogy Bia, Torbágy és Herceghalom Sándor Paulina uradalmai, és az is ismert, hogy Herceghalom először mint puszta, majd mint külterület, közigazgatásilag Biához tartozott. A Pest-Pilis-Solt vármegye 1728. évi regionális összeírásban olvashatjuk Biánál: Pusztájuk nincs, a szomszédos Csonka Tebe nevűt teljesen a Hochbart (= Hochwart) földesurak és leszármazottaik használják.
Hochwart Mihály perceptort 1701-ben meggyilkolták. Számadásaiban tartozás található. Özvegye a tartozást részben kifizette, részben pedig, a nádor javaslatára, árváira való tekintettel, elengedték. Hochwart Mihály halála után a birtok lányaival szétaprózódott. Ő utánuk szerezték meg a Sándor família tagjai. A Sándor család birtoka a jobbágyfelszabadítást követően országos jelentőségű mintagazdaság lett. 1877-ben már kiemelkedőnek minősítették és az ország legkorszerűbben vezetett gazdaságai közé sorolták gróf Sándor Móric itteni uradalmi gazdaságát. Halála után Metternich Richárdné Sándor Paulina lett az egyetlen örököse az uradalomnak.

### Az 1916-os vasúti baleset
1916. december 1-jén a herceghalmi vasútállomáson történt Magyarország (addig, sőt azóta is) legtöbb halálos áldozattal járó vasúti balesete.

### Amásodik világháború
Jelentős a járás történetében február 15-e, mivel a német parancsnokság ekkor rendelte el, hogy körülzárt csapatai törjenek ki és Telkin, Budajenőn át, Zsámbék irányában jussanak el az ott lévő német állásokhoz. A kitörést tízezer katona hajtotta végre, de támadásuk hamar összeomlott.

### A háború után
A nemzeti bizottság az 1945. július 14-i ülésén ezzel kapcsolatban a következő határozatot hozta: Metternich-Sándor Klementina hercegnő tulajdonát képezett és földbirtokreform céljára igénybe vett Herceghalom pusztához tartozó összes mezőgazdasági ingatlan kiigénylése megtörtént, és ott folyó évben közös gazdálkodás folyik. Ennél fogva Weiss Manfred Konzervgyár üzemi bizottságának a kérdéses földterületre vonatkozó igénylése tárfialás alá nem vonható.
A kápolna és az iskola is jelentős sérülésekkel került ki a második világháborúból. A kápolnát 1948-ban maguk a pusztaiak hozták rendbe 6747 forint költséggel, amelybe beleszámították az iparosok ingyen munkájának s az ingyen fuvaroknak az értékét is. A példás gonddal restaurált kápolnát 1948-ban Andresz János biai festő dekorálta, majd ugyanezen év november 1-jén Shvoy Lajos megyés püspök szentelte fel.

### Herceghalom Kísérleti Gazdaság
Az állami gazdaságok a korábbi nagybirtokokból megmaradt területen a termelőszövetkezeti szervezés során elhagyott földeken és néhány korábbi ménesbirtokból alakultak. Szinte az időszak végéig tartó területnövekedés, az ezzel együtt járó és sokszor felesleges átszervezések állandó mozgásban tartották az egyes gazdaságok területét is, a gazdaságok számát is, és az egész szektort.
A sok átszervezés, főhatóság-változás Herceghalomban is nyomon követhető.
Az állami gazdaságok és üzemegységeik 1949. november 1-i listáján a 8. sorszámú a herceghalomi. Herceghalom, Nándorpuszta, Dávid-major, Ida-major, Júlia-major, Sátorkő, Esztergom, Somodorpuszta, Budajenő, Budakalász, Mária-major, Sóskút. Az állami Mezőgazdasági Központi Felügyelet alá tartozik.
1952. március 31-én készült kimutatásban pedig a Földművelésügyi Minisztérium Kísérleti Gazdaságok Igazgatóságához tartozik, mint Herceghalmi Kísérleti Gazdaság. 1961 decemberében a Pest-Nógrád Megyei Állami Gazdaságok igazgatóságához tartozva az Állattenyésztési Kutató Intézet Gazdasága Herceghalom. 1970. október 31-én az Állami Gazdaságok Országos Központjához tartozik, mint Herceghalmi Kísérleti Gazdaság. 1992-től Herceghalmi Kísérleti Gazdaság Rt. és az ÁPV ZRt. a tulajdonos.
Ezek a változások nemcsak névbeli és területi változást, hanem változó feladatokat is jelentenek, de olyan is van, amikor a név marad, de az elvárás egészen más. A tény azonban az, hogy ez a gazdaság évről évre szebb eredményt elérve az ország legeredményesebb állami gazdaságai közé küzdi magát. Az 1970-es évek közepétől a 120 állami gazdaság között az első tíz között van. Fennállása idején 18-szor kapta meg a kiváló vállalat cím kitüntetést. 1982-ben Termelési Nagydíjat kapott.
A gazdaság által működtetett Hungahib Sertéstermelési Rendszer pedig Nemzetközi Minőségi Díjat kapott Párizsban, 1988-ban. Ezt a díjat hazánkban még kevesen ismerik, pedig külföldön igen rangos elismerésnek számít. Bizonyítja ezt az is, hogy a világ összes országából 12 ezer vállalat mérettetett meg, melyből végül 135 kapta meg a kitüntetést. Jelentőségét növeli, hogy Magyarországon a Hungahib Sertéshús-termelési Rendszer elsőként kapta meg ezt az elismerést a mezőgazdasági vállalatok közül.

### Állattenyésztési Kutató Intézet
Az ÁKI-t 1949-ben több kutatóhely és kísérleti állomás összevonásával alapították. Feladatává tették az állattenyésztés és hasznosítás tudományos vizsgálatát; az állatnemesítés feltételeinek elméleti és gyakorlati tanulmányozását; az ivadékvizsgálat módszereinek kidolgozását és ellenőrzését; a korszerű állattörzskönyvezés irányelveinek megállapítását és ellenőrzését; a szaporodásbiológiai kutatást és a mesterséges termékenyítés gyakorlati feltételeinek kidolgozását; az állatok táplálásával, elhelyezésével és gondozásával összefüggő kérdések vizsgálatát, s más hasonló feladatok végzését.
Az intézet első igazgatójának Rimler Károlyt nevezték ki. Az intézet létszáma 1950-ben 71 kutató, összlétszáma pedig 112 fő volt.
Az alapító rendelet kijelölte a kutatóintézet munkáját segítő kísérleti gazdaságokat is. Ezek voltak: a Herceghalmi Kísérleti Gazdaság, az Alsótencelici Kísérleti Gazdaság, a Szentegáti Kísérleti Gazdaság és a Böszénfai Gazdaság.
A számításba jöhető lehetőségek közül a Schandl József igazgató vezetésével szemléző bizottság az intézet leendő telephelyéül Herceghalmot választotta. A főváros közelsége első helyen szerepelt a szempontok sorában. A területet kiválasztották, de azon semmi nem volt, csak a gazdasági major, ezért először építkezni kellett. Az iroda építése 1954-ben elkezdődött, de 1956-ban – a pénzügyi eszközök más célra történő átcsoportosítása miatt – leállt. A befejezése és a kiköltözés csak több év múlva, 1970-71-ben valósult meg. Addig volt itt sóraktártól kezdve minden, mígnem 1967-ben Keserű János, az intézethez kerülve kézbe vette az építkezést, 1970-re befejezte azt, és megkezdődhetett a kiköltözés.

### A település fejlődése
Az állami gazdaság szervezése, de főleg kísérleti gazdasággá válása, a kutató intézet kiköltözésének előkészületei gyökeres fordulatot hoztak a csendes major életében. A gazdaságba szakemberek kellettek, a szakembereknek lakások, ezért megkezdődtek az építkezések. Az első 5 szolgálati lakás 1950-51-ben épült a Gesztenyés úton. A belső, a Liget utcai és a Kozáromi útiak 1953-54-ben készültek el.
A közellátásban is lényeges változás következett be. 1952-ig helyben semmi nem volt. Posta, orvos, betegellátás, vásárlási lehetőség csak a szomszéd falvakban. Maradt az uradalmi hagyomány: egy lovaskocsi ment mindennap Biára, ezzel lehetett menni ügyeket intézni, illetve a kocsis elintézte a beszerzést.

### A községgé alakulás
Herceghalom életében jelentős változást hozott, hogy 1984. január 1-jével önálló községgé alakult. Ez jelentős esemény volt nem csak a helyiek, de az ország életében is, mivel községalakításra akkor már 15 éve nem volt példa. Tanácsa továbbra is Biatorbággyal közös volt egészen 1990-ig, de 1985-től a település tanácstagjai részleges önállósággal rendelkező elöljáróságot alkottak a közös tanácson belül.
Az igazi fordulatot Herceghalom életében az 1990-es választás hozta, amikor önállósodott, s megkezdte önálló életét. Az Önkormányzatot Előkészítő Bizottság tagjai első ülésükön, 1990. május 27-én a múlt feltárásának fontosságáról, továbbá a létrehozandó önkormányzat működési feltételeinek biztosításáról tanácskoztak.
A feltételek közül első és legfontosabb kérdésben, a helyiség megválasztásában sikerült megállapodniuk. Úgy tervezték, hogy a két óvoda összevonásával felszabaduló épületben lehet elhelyezni az Önkormányzati Hivatalt. A második ülés 1990. június 7-én volt, ahol többek között arról is tanácskoztak, hogy önálló jegyzője legyen-e a községnek vagy éljenek a körjegyzőség lehetőségével. A többségnek az volt a véleménye, hogy nem szabad közösködni. A saját jegyző, ha anyagilag többe is kerül, jobban magáénak érzi a falut. Ezen a megbeszélésen elhatározták, hogy a következőkben nyílttá teszik üléseiket. Ennek szellemében, 1990. augusztus 23-án, a harmadik ülés már nyilvános. Itt első napirendi pontként a bizottság létrejöttének, megalakulásának történetét ismertették, 2. napirendi pontként a helyhatósági választásokkal kapcsolatos időszerű teendők megbeszélésére került sor. Ennek a napirendi pontnak a tárgyalásakor megszüntették az eddigi Előkészítő Bizottságot és kezdeményezték a Választási Bizottság megalakítását. Megállapították, hogy a képviselő-testület héttagú lesz. Közvélemény-kutatás céljából ládákat tettek ki a falu forgalmas pontjain.

### Tömegbaleset a falu határában
2023. március 11-én a település határában, az M1-es autópálya Bécs felé vezető oldalán egy porvihar miatt halálos tömegbaleset történt, melyben 19 autó kiégett és egy ember meghalt, 39-en megsérültek.

## Közélete

### Polgármesterei
- 1990–1994: Schnaider László (független)[4]
- 1994–1998: Schnaider László (független)[5]
- 1998–2002: Schnaider László (független)[6]
- 2002–2006: Schnaider László (független)[7]
- 2006–2010: Schnaider László (független)[8]
- 2010–2014: Erdősi László András (Fidesz)[9]
- 2014–2019: Erdősi László (független)[10]
- 2019–2024: Csizmadia Zsuzsanna (független)[11]
- 2024– : Csizmadia Zsuzsanna (független)[1]

### Önkormányzati választások
Az első helyi önkormányzati választáson, 1990 őszén a szavazólapokra – a megfelelő számú ajánlás birtokában – 3 polgármester- és 16 képviselőjelölt neve került fel. A választásra jogosult 813 fő közül 361-en járultak az urnákhoz, érvénytelen szavazatot nyolcan adtak le. A lakosok a község első polgármesterének Schnaider Lászlót választották, akit a következő két évtized soron következő választásain négy ízben is újraválasztottak, 1994-ben, 1998-ban, 2002-ben és 2006-ban, többnyire magas szavazati aránnyal.
2010-ben a választásokat a Fidesz jelöltje, Erdősi László András nyerte. 2014-ben Erdősit már független jelöltként választották újra. 2019-ben négy polgármesteri aspiráns közül Csizmadia Zsuzsanna független jelölt kapta a legtöbb (582) szavazatot, így öt évre ő lett a település vezetője.

## Népesség
A település népességének változása:
| Lakosok száma | 2174 | 2234 | 2694 | 2850 | 2774 | 2790 | 2814 |
|               | 2013 | 2014 | 2018 | 2021 | 2022 | 2023 | 2024 |

A 2011-es népszámlálás során a lakosok 78,6%-a magyarnak, 0,2% bolgárnak, 3% németnek, 0,6% románnak mondta magát (21,2% nem nyilatkozott; a kettős identitások miatt a végösszeg nagyobb lehet 100%-nál). A vallási megoszlás a következő volt: római katolikus 30%, református 10,4%, evangélikus 1,3%, görögkatolikus 1,7%, izraelita 0,3%, felekezeten kívüli 17,6% (36,4% nem nyilatkozott).
2022-ben a lakosság 88,3%-a vallotta magát magyarnak, 1,9% németnek, 0,3% románnak, 0,2% horvátnak, 0,1-0,1% lengyelnek, görögnek, örménynek, bolgárnak, cigánynak, ukránnak és szlováknak, 6,3% egyéb, nem hazai nemzetiségűnek (11,6% nem nyilatkozott; a kettős identitások miatt a végösszeg nagyobb lehet 100%-nál). Vallásuk szerint 24,4% volt római katolikus, 10,2% református, 1,5% evangélikus, 1,1% görög katolikus, 0,1% izraelita, 1,2% egyéb keresztény, 0,8% egyéb katolikus, 19,3% felekezeten kívüli (41,1% nem válaszolt).

## Képgaléria

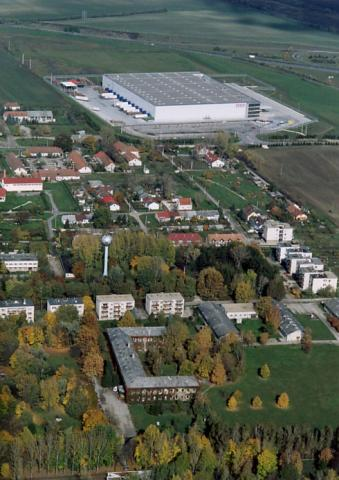
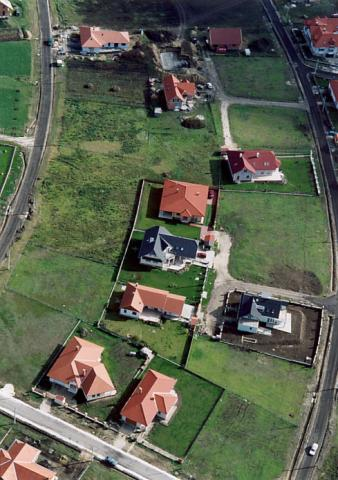